# Trường đua Le Mans
Trường đua Le Mans 24h (tiếng Pháp Circuit des 24 Heures du Mans) là một trường đua xe bán-chuyên dụng nằm ở thành phố Le Mans, tỉnh Sarthe, Pháp. Trường đua có hai kiểu đường nổi tiếng là kiểu đường Sarthe đang đăng cai giải đua Le Mans 24h và kiểu đường Bugatti đang đăng cai chặng đua MotoGP Pháp của giải đua xe MotoGP vô địch thế giới.

## Lịch sử:
Kiểu đường Sarthe:
Trường đua Le Mans bắt đầu đăng cai các cuộc đua từ những năm đầu của thập niên 1920. Hiện nay, trường đua này sử dụng kiểu đường bán chuyên dụng là Sarthe (dài 13.6 km) để tổ chức giải đua nổi tiếng Le Mans 24h. Ở thời kỳ đầu của lịch sử đua xe thì Le Mans 24h cùng với GP Monaco và Indy500 là ba giải đua danh giá nhất.
Năm 2018, Fernando Alonso tạm nghỉ F1 để chinh phục giải đua Le Mans 24h. Anh cùng với những người đồng đội là Sebastian Buemi và Kazuki Nakajima đã giành chiến thắng.
Kiểu đường Bugatti:
Năm 1965, một trường đua chuyên dụng được xây dựng phía trong trường đua Sarthe, được đặt tên là Bugatti. Đường đua này có chiều dài khoảng 4,1 km và chia sẻ một đoạn đường chung với đường đua Sarthe.
Giai đoạn 1969-1995, trường đua Bugatti luân phiên đăng cai chặng đua MotoGP Pháp với các trường đua khác và từ năm 2000 đến nay, trường đua giành được quyền tổ chức hàng năm chặng đua này.
Trường đua Bugatti cũng  một lần đăng cai chặng đua Công thức 1-GP Pháp 1967 với chiến thắng thuộc về Jack Brabham.

## Các kỷ lục vòng chạy:

### Kiểu đường Sarthe:
Dưới đây là các kỷ lục vòng chạy nhanh nhất của các giải đua được tổ chức ở trường đua Le Mans-kiểu đường Sarthe:
| Giải đua                                | Thời gian                               | Tay đua                                 | Xe                                      | Sự kiện                                     |
| Kiểu đường Sarthe: 13.626 km (2018–nay) | Kiểu đường Sarthe: 13.626 km (2018–nay) | Kiểu đường Sarthe: 13.626 km (2018–nay) | Kiểu đường Sarthe: 13.626 km (2018–nay) | Kiểu đường Sarthe: 13.626 km (2018–nay)     |
| --------------------------------------- | --------------------------------------- | --------------------------------------- | --------------------------------------- | ------------------------------------------- |
| LMP1                                    | 3:17.297                                | Mike Conway                             | Toyota TS050 Hybrid                     | 2019 24 Hours of Le Mans                    |
| LMP2                                    | 3:27.200                                | Nathanaël Berthon                       | Oreca 07                                | 2018 24 Hours of Le Mans                    |
| LMH                                     | 3:27.607                                | Brendon Hartley                         | Toyota GR010 Hybrid                     | 2021 24 Hours of Le Mans                    |
| LMP3                                    | 3:46.374                                | Laurents Hörr                           | Duqueine M30 D-08                       | 2021 Road to Le Mans                        |
| LM GTE                                  | 3:47.501                                | Alexander Sims                          | Chevrolet Corvette C8.R                 | 2021 24 Hours of Le Mans                    |
| GT3                                     | 3:54.340                                | Charles Weerts                          | Audi R8 LMS Evo                         | 2021 Road to Le Mans                        |
| Ferrari Challenge                       | 4:00.189                                | Adam Carroll                            | Ferrari 488 Challenge                   | 2019 Le Mans Ferrari Challenge Europe round |

### Kiểu đường Bugatti
Dưới đây là các kỷ lục vòng chạy của các giải đua được tổ chức ở trường đua Le Mans-kiểu đường Bugatti:
| Giải đua                               | Thời gian                              | Tay đua                                | Xe                                     | Sự kiện                                        |
| Kiểu đường Bugatti 4.185 km (2008–nay) | Kiểu đường Bugatti 4.185 km (2008–nay) | Kiểu đường Bugatti 4.185 km (2008–nay) | Kiểu đường Bugatti 4.185 km (2008–nay) | Kiểu đường Bugatti 4.185 km (2008–nay)         |
| -------------------------------------- | -------------------------------------- | -------------------------------------- | -------------------------------------- | ---------------------------------------------- |
| Formula Renault 3.5                    | 1:22.981                               | Matthieu Vaxivière                     | Dallara FR35/12                        | 2015 Le Mans Formula Renault 3.5 Series round  |
| Formula 3                              | 1:30.946                               | Nico Hülkenberg                        | Dallara F308                           | 2008 Le Mans Formula 3 Euro Series round       |
| MotoGP                                 | 1:32.309                               | Maverick Vinales                       | Yamaha YZR-M1                          | 2017 French motorcycle Grand Prix              |
| DTM                                    | 1:32.727                               | Paul di Resta                          | Mercedes-Benz AMG C-Klasse 2008        | 2008 Le Mans DTM round                         |
| Formula Renault 2.0                    | 1:33.846                               | Martin Kodrić                          | Alpine-FR2.0/13                        | 2015 Le Mans Eurocup Formula Renault 2.0 round |
| FIM EWC                                | 1:36.408                               | Randy de Puniet                        | Kawasaki ZX-10R                        | 2017 24 Heures Moto                            |
| Moto2                                  | 1:36.764                               | Jorge Navarro                          | Speed Up SF19T                         | 2019 French motorcycle Grand Prix              |
| Moto3                                  | 1:41.690                               | Celestino Vietti                       | KTM RC250GP                            | 2020 French motorcycle Grand Prix              |
| MotoE                                  | 1:43.465                               | Niki Tuuli                             | Energica Ego                           | 2020 French motorcycle Grand Prix              |